# Jamais deux sans toi...t
 (août 2014).
Si vous disposez d'ouvrages ou d'articles de référence ou si vous connaissez des sites web de qualité traitant du thème abordé ici, merci de compléter l'article en donnant les références utiles à sa vérifiabilité et en les liant à la section « Notes et références ».
Cet article possède des paronymes, voir Jamais deux sans trois et Jamais 2 sans 3.
Jamais 2 sans toi...t est une série télévisée française en 132 épisodes de 26 minutes, créée par Alexandre Denim et Éric Assous et diffusée du 1er juillet 1996 au 28 mars 1997 sur TF1.
La série s'arrête à l'épisode 108 le 28 mars 1997, et les derniers épisodes inédits sont diffusés tôt le matin du 14 décembre 1999 au 30 décembre 1999 sur TF1.
 Le programme est ensuite rediffusé chaque nuit sur TF6 et sur Série Club de 2003 à 2007. Cette série a été réalisée par Christophe Andréi, Bernard Dumont, Emmanuel Fonlladosa, Dominique Masson Christophe Coutens[réf. nécessaire] et Philippe Roussel.

## Synopsis
Thomas Dubreuil et son collègue et ami Léo sont concepteurs de jouets pour enfants dans la petite société Câlins et Peluches, dont le patron Patrick est un cousin de Thomas.
À la mort de son père, Thomas hérite d'un appartement à Paris. Venant prendre possession des lieux, il découvre sur place une jeune femme, Valentine Léger, qui prétend être ici chez elle. Thomas apprend ainsi que son père menait une double vie et que cet appartement appartient en copropriété à une certaine Florence Barbier, qui était la maîtresse de son défunt père, et qui est la mère de ladite Valentine (qu'elle a eue avec un autre homme).
Valentine tombe sous le charme de Thomas et refuse de lui vendre sa part de l'appartement. Elle lui propose de cohabiter, en tout bien tout honneur, mais avec une idée derrière la tête. Thomas accepte, mais il va devoir apprendre la nouvelle à sa fiancée, l'impétueuse Charlotte.

## Distribution

### Personnages principaux
- Emma Colberti : Valentine Léger
- Franck Neel : Thomas Dubreuil
- Astrid Veillon : Charlotte Monterey

### Personnages récurrents
- Stéphanie Lagarde : Jennifer Martignac, amie de Valentine
- Xavier Vilsek : Léonard « Léo » Vincenti, ami et collègue de Thomas
- Marc Adjadj : Patrick Dubreuil, cousin et patron de Thomas
- Laurent Violet : Antoine Weber
- Alice Papierski : Alice

### Artistes invités
De nombreux artistes sont venus interpréter un rôle, souvent le temps d'un épisode, qu'ils soient déjà connus ou au tout début de leur carrière.
- Axelle Abbadie : Florence, mère de Valentine (épisodes 9, 35, 84, 131 & 132)
- Pascale Roberts : Margot, mère de Thomas (épisodes 9, 14, 37, 71 & 127)
- Catherine Lachens : Macha Monterey, mère de Charlotte (épisode 28, 103 et 127)
- Juliette Degenne : Diane, femme de Patrick & sœur de Charlotte (épisode 38, 56, 66, 83 & 127)

- Denis Cherer : Tony (épisode 3)
- Thierry Liagre : Mike (épisodes 6, 13 et 72)
- Luc Bernard : Laurent, chef du personnel (épisode 12)
- Gérard Dessalles : Michel (épisode 14)
- Michel Crémadès : M. Caron (épisodes 17 et 94)
- Muriel Hermine : Muriel (épisode 20)
- Aurélien Wiik : Kevin, neveu de Jennifer (épisodes 23 et 63)
- Delphine Chanéac : Ophélie (épisode 23)
- Peter Semmler : Bill (épisode 24)
- Rochelle Redfield : Sharon (épisode 26)
- Sandrine Quétier : Sophie (épisode 27)
- Pierre Londiche : Bob Monterey, père de Charlotte (épisode 28)
- Gustave Parking : Max Lemol (épisode 29)
- Jean-François Kopf : M. Schuller (épisode 33)
- Ged Marlon : Maurice (épisode 34)
- Maurice Chevit : Henri Maréchal (épisode 35)
- Marie Réache : Fred (épisodes 36 et 97)
- Pascale Pouzadoux : Kathy (épisode 36)
- Serge Riaboukine : M. Petric (épisode 36)
- Agnès Dhaussy : Mélodie, amour de jeunesse de Thomas (épisode 41)
- Jean Dell : Docteur Aleski (épisode 48, 67 et 131)
- David Brécourt : Jean-Michel, ancien amour de Valentine (épisode 49)
- Michel Robbe : Éric (épisode 51)
- Karen Cheryl : Karen (épisode 52)
- Luis Rego : Serge (épisode 54)
- Éric Judor : Assistant plateau TV (15 épisodes à partir du 62; 125)
- Franck de Lapersonne : Didier Sacha (épisode 65 et 106)
- Patricia Malvoisin : Sybille (épisode 71)
- Mike Marshall : Jean-Pierre (épisode 75 et 131)
- Thierry Heckendorn : Docteur Kalfon (épisode 81)
- Pierre-Jean Cherer : Doc Flash (épisode 93)
- Vladys Muller : Chloé (épisode 93, 97, 99 et 116)
- Ramzy Bedia : Employé municipal (épisode 127)

## Épisodes
Pour la plupart des épisodes, le scénario et les dialogues sont d'Éric Cazalot, Christine Reverho, Frédéric Sabrou et Stéphane Keller.

### Saison 1 (1996)
1. Un toit pour moi
2. Viens chez moi, j'habite chez Valentine
3. Tête-à-tête
4. Enfin seuls
5. Touche pas à mon pote
6. Bienvenue dans le show-biz
7. La paix des ménages
8. Plâtres et mensonges
9. Le choc des mères
10. Razzia sur le paparazzo
11. Mariage blanc
12. Secrétaire de charme
13. Opération Mozart
14. Y a-t-il quelqu'un pour sauver maman
15. Les diablotines
16. Adultère d'asile
17. Loto mobile
18. Escort girl
19. Mieux, c'est trop
20. Action
21. Espionnage industriel
22. 2 places pour le 26
23. SOS jeunes parents
24. Le tennis et le beau
25. Danger best-seller
26. Sévices après-vente
27. La voisine
28. La preuve par trois
29. Un couple en or
30. La tête à l'envers
31. Coup de poker
32. Valentine présidente
33. Préparez les couffins
34. Week-end intérimaire
35. Pépé fait de la résistance
36. Un sport de mec
37. Un marin dans la maison
38. Contrat de mariage à durée déterminée
39. Le doudou
40. Valentine et son gourou
41. Un amour de jeunesse
42. Loué n'est pas joué
43. Un acte manqué
44. Superstitions
45. Elles et lui

### Saison 2 (1996-1997)
1. Grève party
2. Je thème
3. Chirurgie romantique
4. Retour de flamme
5. On the route again
6. Humanitaire à terre
7. Baby star
8. L'homme objet
9. Sacré animal
10. Forza Italia
11. Le pied video
12. Merci du cadeau
13. Course de star
14. Statu quo
15. Le Père Noël n'est pas une ordure
16. Cache tampon
17. Demain, il fera beau
18. Serial menteurs
19. Orages mais des espoirs
20. Question de look
21. Charlotte goes to Hollywood
22. Le silence de l'agneau
23. Long comme un jour sans pain
24. L'aveu
25. Jamais trois sans toi
26. Déprime en prime
27. L'agent ne fait pas le bonheur
28. Le groupi
29. Auprès de mes blondes
30. Un père et manque
31. Faux départ
32. Welcome Mister Clinton
33. Terroir à domicile
34. Week-end à Saint-Tropez
35. Mais où est donc ?
36. Diagnostic réservé
37. Piège infernal
38. J'en ai tellement rêvé

### Saison 3 (1997)
1. Le chat et la souris
2. Le bon choix
3. Les jeux sont faits
4. Valentine's blues
5. Homme sweet homme
6. Les aliens nées
7. Le septième art'ifice
8. Le play man
9. Les hérons sont fatigués
10. Quand Chloé colle, Valentine tique
11. Les sous-loués
12. Chasseur de tête contre preneur de chou
13. Les vacances de monsieur Léo
14. Valentine disparue
15. L'éternel départ
16. Les dents sur la moquette
17. Le retour des bikers
18. Les amazones zonent
19. D'une pierre deux coups
20. Le gendre idéal
21. Appart à part
22. Valentine bis
23. Le bal des débutantes
24. Effet boomerang
25. Vidéo blague
26. L'équipe sauvage
27. Le syndicat des hommes
28. Rumeurs et murmures
29. Tout sur la vie des stars
30. Ferme les yeux que je te voie
31. Hold-up
32. Bébé à bord
33. Toutes folles de lui
34. Ni vu, ni reconnu
35. Ascenseur pour deux duos
36. Ce soir ou jamais
37. La pistonnée
38. Prouve-moi que tu m'aimes
39. Pousse-toi que je m'y mette
40. Un mariage et trois tronches d'enterrement
41. Témoin à charge
42. Cadeau de mariage
43. Épreuve d'artiste
44. Le bonheur n'attend pas
45. Le premier pas
46. L'état de grâce
47. Test-amant
48. Devine qui vient squatter
49. En route pour Las Vegas

## Commentaires
- Jamais deux sans toi...t est la première sitcom imaginée par TF1 à la suite du succès des productions AB Groupe (Le Miel et les Abeilles, Les Filles d'à côté, Hélène et les Garçons, etc.). L’unité de programme était alors dirigée par Christian Bouveron. En 2001, ce dernier occupait le poste de directeur général de JLA Productions, la société créée par Jean-Luc Azoulay (le « A » de AB), lorsque la sitcom Le Groupe a été lancée sur France 2. Il a également produit Les Liaisons dangereuses, de Josée Dayan[1].

- En vedettes invitées on a pu voir dans cette série notamment Maurice Chevit, Michel Crémadès, Ged Marlon, Sacha Distel (épisode 91), Philippe Castelli (épisode 103), Fabienne Thibeault (épisode 102), Denis Charvet (épisode 109) Karen Cheryl (épisode 52), ainsi que Catherine Lachens dans le rôle de la mère de Charlotte, Macha Monterey. On peut aussi remarquer des apparitions d'Éric et Ramzy qui faisaient leurs débuts à l'écran ainsi que celle de Sandrine Quétier.

- Jamais deux sans toi...t a donné naissance en 1997 à la série dérivée Paradis d'enfer, dans laquelle on retrouve les personnages de Léo et Jennifer, toujours interprétés par Xavier Vilsek et Stéphanie Lagarde.
 Dans le même temps, Papa revient demain produit en 1996 et 1997 est en quelque sorte la petite sœur de Jamais deux sans toi...t car Emma Colberti et Stéphanie Lagarde incarnent le temps d'un épisode leurs personnages de Valentine et Jennifer. À noter que cet épisode a été tourné après la fin de Jamais deux sans toi...t.

- Le titre exact de la série est Jamais deux sans toi...t. Le générique de la série fait apparaître au début pendant quelques secondes Jamais 2 sans toit, puis le t final de toit se détache, s'éloigne en dansant et s'efface, laissant donc Jamais 2 sans toi. Pour cette raison la série est parfois citée avec l'une des graphies alternatives suivantes :
  - Jamais 2 sans toi...t
  - Jamais deux sans toi...t
  - Jamais 2 sans toi
  - Jamais deux sans toi
  - Jamais 2 sans toit
  - Jamais deux sans toit
  - Jamais 2 sans toi(t)
  - Jamais deux sans toi(t)